# Jacqueline Audry
Jacqueline Audry  (* 25. September 1908 in Orange; † 18. Juni 1977 Poissy) war eine französische Filmregisseurin.

## Leben
Jacqueline Audry, Schwester der Schriftstellerin Colette Audry, begann ihre Karriere beim Film als Script/Continuity und Assistentin von Regisseuren wie Georg Wilhelm Pabst und Max Ophüls. Sie inszenierte fast ausschließlich Literaturverfilmungen, vor allem nach Werken der Schriftstellerin Colette. Anerkennung fand sie auch für die Verfilmung von Jean-Paul Sartres Drama Geschlossene Gesellschaft.
Jacqueline Audry war mit dem Drehbuchautor Pierre Laroche verheiratet, der für die Mehrzahl ihrer Filme die Dialoge schrieb. Im Jahr 1977 starb Audry an den Folgen eines Verkehrsunfalls. Ihr Schaffen als Regisseurin umfasst 15 Filme und eine Serie, die in der Zeit von 1946 bis 1967 entstanden.

## Filmografie (Auswahl)
- 1949: Einsamer Sonntag (Sombre Dimanche)
- 1948: Gigi
- 1950: Die naive Sünderin (Minne, l’ingénue libertine)
- 1951: Olivia
- 1953: Die blonde Zigeunerin (La caraque blonde)
- 1955: Geschlossene Gesellschaft (Huis clos)
- 1956: Mitsou und die Männer (Mitsou)
- 1957: Die Liebe gehört mir (La Garçonne)
- 1959: Der Favorit der Zarin (Le secret du Chevalier d'Éon)
- 1962: Wir bitten zu Bett (Les Petits Matins)